# (6719) Gallaj
(6719) Gallaj – planetoida z pasa głównego asteroid okrążająca Słońce w ciągu 4,59 lat w średniej odległości 2,76 j.a. Odkryły ją Ludmiła Żurawlowa i Galina R. Kastel 16 października 1990 roku w Krymskim Obserwatorium Astrofizycznym w Naucznym. Nazwa planetoidy pochodzi od Marka Łazarewicza Gałłaja (ur. 1914) – radzieckiego pilota doświadczalnego, który przetestował 125 różnych typów samolotów i helikopterów.